# Hypophylla florus
Hypophylla florus is een vlindersoort uit de familie van de prachtvlinders (Riodinidae), onderfamilie Riodininae.
Hypophylla florus werd in 1887 beschreven door Staudingerl.